# Palais présidentiel de Ljubljana
Le palais présidentiel de Ljubljana (en slovène : Predsedniška palača) ou palais du gouvernement (Vladna palača) est un bâtiment gouvernemental de Ljubljana, capitale de la Slovénie. Il abrite le bureau du président de la Slovénie, le secrétaire général du gouvernement de Slovénie et le protocole de Slovénie. Il est utilisé pour les fonctions d'État et cérémonielles, ainsi que pour les réceptions et les réunions avec des dignitaires étrangers et des chefs d'État en visite. Parfois, des expositions y sont organisées,.

## Histoire
La documentation du projet pour le bâtiment a été préparée par l'ingénieur Rudolf Bauer sur la base des travaux de l'architecte Emil von Förster,. Les premières fouilles eurent lieu en octobre 1886 ; les fondations sont posées au printemps 1897. Le permis d'utilisation a été délivré le 11 novembre 1898. Le bâtiment a d'abord été utilisé comme siège des autorités provinciales du duché de Carniole. Après la Seconde Guerre mondiale, il a abrité les maires de Ljubljana, la Cour constitutionnelle et, depuis 1975, le Conseil exécutif de la république socialiste de Slovénie. Depuis 1993, il abrite le Cabinet du président de la république de Slovénie, le cabinet du Premier ministre de Slovénie et le secrétaire général du Gouvernement slovène,. Cette année-là, il a été protégé en tant que monument culturel.

## Architecture
Le bâtiment de trois étages a été construit dans le style néo-Renaissance. Il y a deux cours et la grande salle appelée salon de cristal, qui est maintenant utilisée pour les réceptions, mais qui était à l'origine une chapelle. La façade avant, tournée vers la rue Prešeren, a trois entrées. Sur les côtés de l'entrée principale, qui se trouve au milieu, se dressent les statues allégoriques du pouvoir et de la loi, créées par l'architecte viennois Josef Beyer. Il y a aussi deux entrées secondaires à l'avant, une de chaque côté de l'entrée principale. Ces entrées s'ouvrent sur une avenue animée de la ville et ne donnent pas l'impression typique d'un bâtiment protocolaire. Les angles du bâtiment sont soulignés par des tours. L'intérieur a été décoré dans l'entre-deux-guerres par Gojmir Anton Kos avec des scènes de l'histoire de la Slovénie.

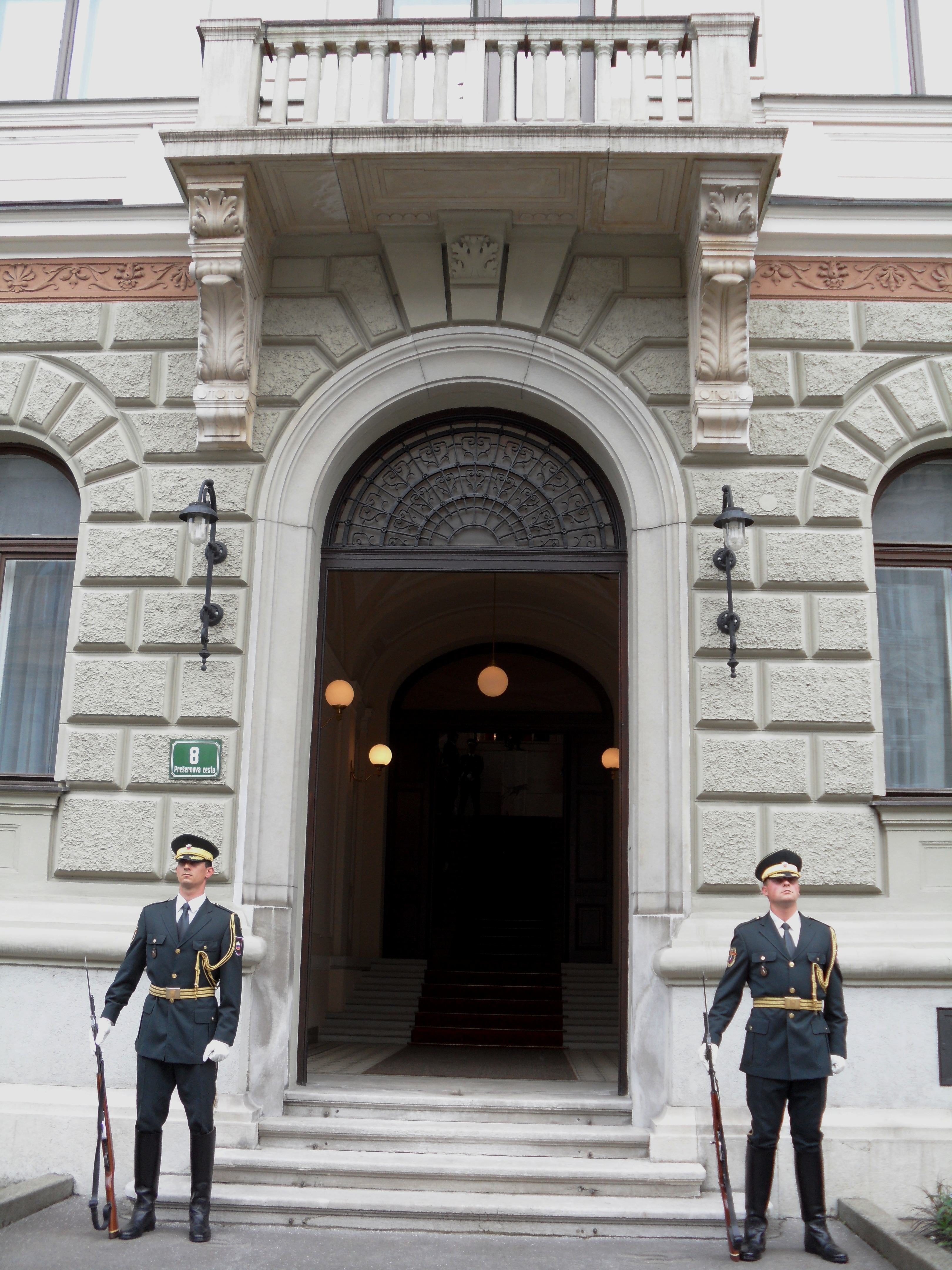
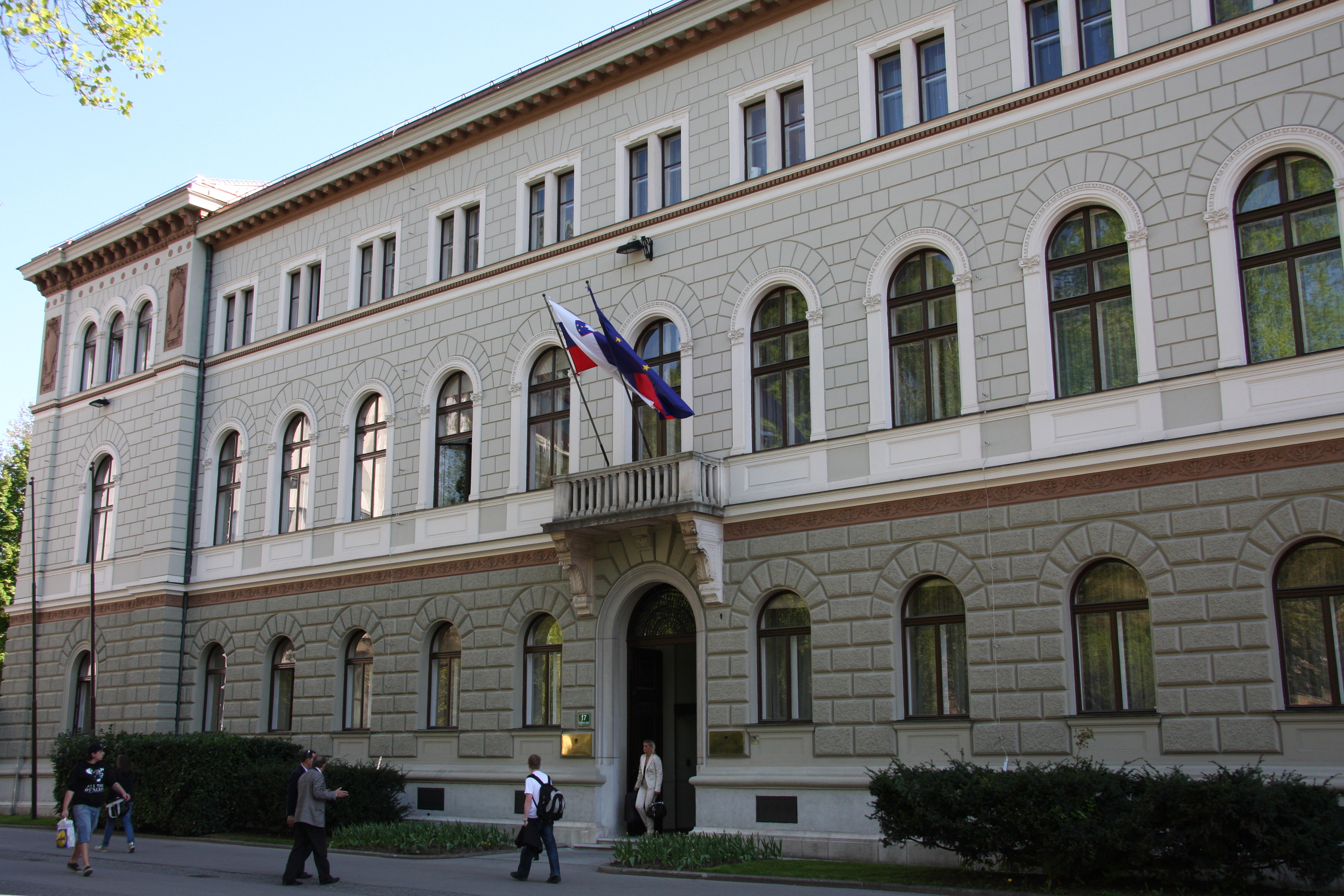
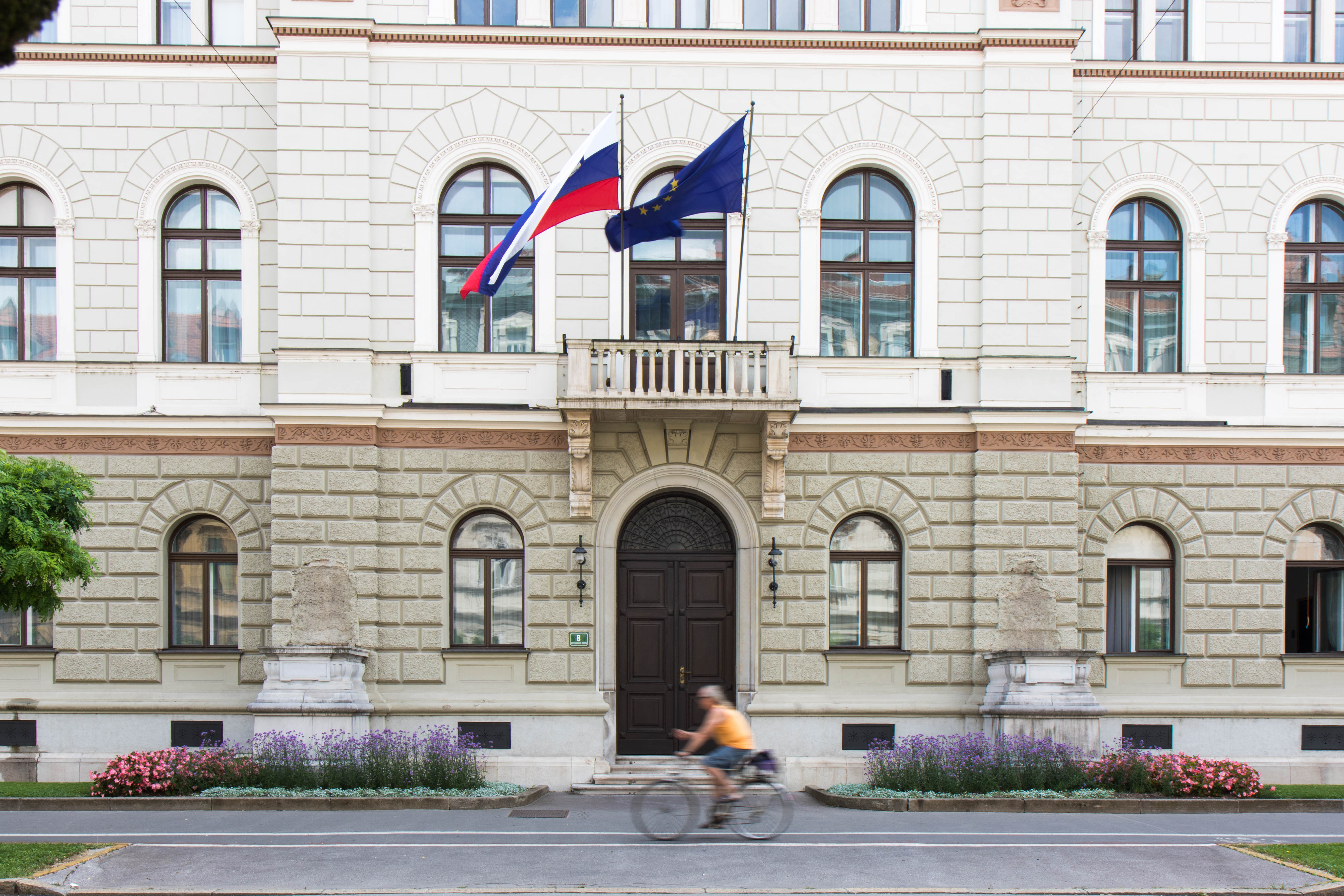